# Micrutalis occidentalis
Micrutalis occidentalis är en insektsart som beskrevs av Goding. Micrutalis occidentalis ingår i släktet Micrutalis och familjen hornstritar. Inga underarter finns listade i Catalogue of Life.